# Fritillaria davidii
Espèce
Fritillaria davidii, la fritillaire de David est une espèce de plante herbacée vivace de la famille des Liliaceae, remarquable par sa fleur à damier mauve sur un fond jaune, originaire du Sichuan en Chine.
Elle fut découverte par le missionnaire botaniste, Armand David au début de l’année 1869, dans la région de Moupin au Tibet oriental. Elle n'a été introduite en culture qu'à partir de 1995 au Royaume Uni.

## Étymologie
Le nom de genre Fritillaria donné par Linné, vient du latin fritillus « cornet à dés », pris à tort au sens de « damier » parce que « la fleur de la plupart de leurs espèces sont marbrées en échiquier comme un damier ».
L’épithète spécifique davidii a été donnée par Adrien Franchet à l’espèce en l’honneur du missionnaire botaniste Armand David qui a parcouru la Chine dans une période difficile pendant laquelle les épisodes de troubles violents ne l’ont pas empêché de collecter et d’envoyer au Muséum des centaines des spécimens de plantes nouvelles.
Le séjour entre mars et novembre 1869 que le père David fit au collège des Missions étrangères de Moupin (actuellement à Dengchigou dans le xian de Baoxing 宝兴)  à l’ouest de Chengdu, dans une région d’ethnie tibéto-birmane Gyarong (au XIXe siècle appelée Mantze, en chinois 蛮族 manzu « barbare ») fut des plus fructueux sur le plan scientifique : en neuf mois, il réussit à collecter, préparer et envoyer au Muséum 676 spécimens de plantes, 441 d’oiseaux et 145 de mammifères dont le panda géant . 
Fin mai 1869, la neige commençait à fondre et il put grimper plus haut dans la montagne, où il trouva une fritillaire à fleur jaune, marbrée d'un damier mauve, qu’il avait déjà récoltée en avril.
Le botaniste du Muséum Adrien Franchet en fit une description dans Plantae davidiane ex sinarum imperio (1888).
Il remarque que « Le bulbe est formé d’une réunion de bulbilles imbriqués, largement ovoïdes, très comprimés, apiculés ; une note de M. l’abbé David dit que ces bulbes ont une saveur douce et sont très mangeables ».
Nom chinois vernaculaire : mibeimu 米贝母。

## Description

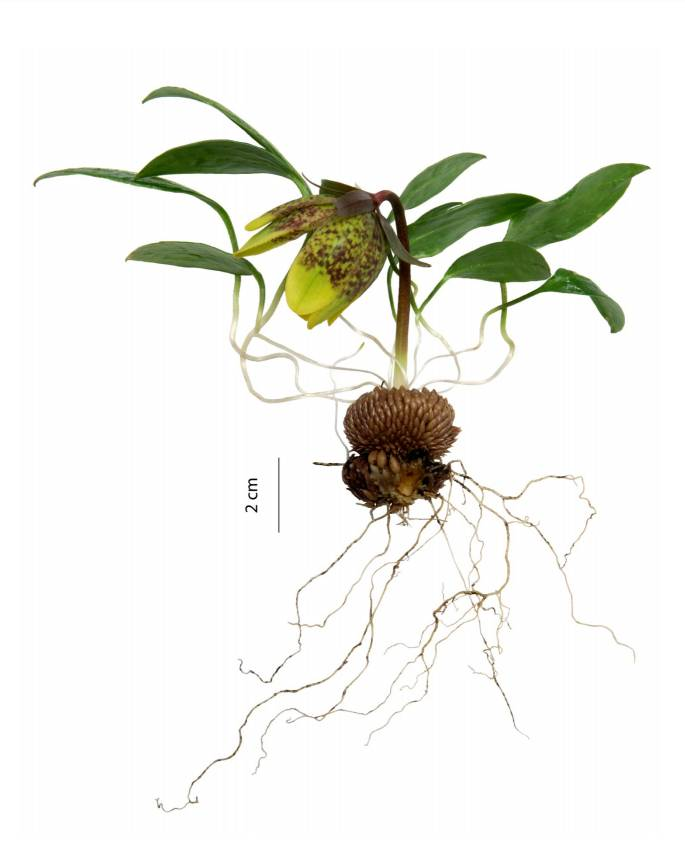
Fritillaria davidii

La fritillaire de David est une plante herbacée vivace, possédant un petit bulbe globuleux à 3 à 10 écailles, de 1–2 cm de diamètre, couvert de nombreuses petites bulbilles de 4 mm.
Les feuilles basales, émergeant directement du bulbe, au nombre de 1 à 4. Elles sont portées par un pétiole élancé, de 10 à 24 cm, et ont un limbe elliptique ou ovale, de 3-−5,5 × 2-−2,8 cm, à apex aigu. Les jeunes feuilles apparaissent fin septembre-octobre et demeurent vertes tout l’hiver.
Une tige de 10–33 cm, sans feuille, porte une fleur solitaire, terminale, à 6 tépales jaunes marbrés d’un damier mauve, avec 6 étamines à filet de 1,5–2 cm. À l’extrémité de la tige, apparaissent 2, 3 ou 4 bractées, semblables à des feuilles, sous-tendant la fleur.
La floraison a lieu de mars à mai. Les feuilles commencent à jaunir au moment de la floraison et meurent au début de l’été.

## Distribution et habitat
Fritillaria davidii croît dans les montagnes du Sud-Ouest du Sichuan en Chine : district de Baoxing, Tien chuan, mont Emei.
Elle pousse entre 1 600 et 2 600 m, sur des sols tourbeux avec fougères, souvent dans des forêts de Betula alnoides, sur les pentes herbeuses et entre les rochers humides des torrents.

## Horticulture
L’espèce a été introduite en culture au Royaume-Uni, en 1995, par Mikinori Ogisu à partir de spécimens trouvés dans des bois de Betula alnoides, de la région de Baoxing, sur la face nord des monts qui dominent le collège où le père David passa une partie de l’année 1869.
La plante pousse dans la tourbe de mousse, l’écorce pulvérisée, avec de l’engrais.